# Rynek kierowany cenami
Rynek kierowany cenami (ang. price driven market, RKC), system rynku ciągłego – dominujący w systemie anglosaskim typ rynku giełdowego, na którym każda zgłoszona transakcja może być natychmiast zrealizowana, jeśli tylko istnieje zlecenie przeciwstawne.
W systemach kierowanych cenami tzw. market maker zawsze jest stroną transakcji. Jego zadaniem jest kwotowanie cen, czyli podawanie cen kupna i sprzedaży, zwanych cenami bid i offer. Różnica między bid i offer jest nazywana spreadem.
System stosowany jest na rynku międzybankowym.